# Karel Makonj
Karel Makonj (9. prosince 1947 – 2. ledna 2018) byl český divadelní teoretik, režisér a pedagog.

## Život
Vystudoval obor režie - dramaturgie na Katedře loutkářství Divadelní fakulty AMU, absolvoval v roce 1970. Ještě během studií založil a vedl vlastní Vedené divadlo, které působilo v pražské Redutě a které bylo v roce 1972 zrušeno z administrativně-politických důvodů.
Jako režisér prošel několika českými loutkovými divadly: Naivní divadlo Liberec (1970–1972), Ústřední loutkové divadlo v Praze (1972–1973), Divadlo S + H v Praze (1973–1976), Středočeské loutkové divadlo Kladno (1976–1978) a Divadlo dětí Alfa v Plzni (1978–1981). Po té do roku 1989 pracoval jako arteterapeut na psychiatrické klinice v Praze. V letech 1990–1998 byl ředitelem a uměleckým šéfem Divadla Minor. 

V letech 1976–1981 pedagogicky spolupracoval s Katedrou loutkářství DAMU, od roku 2000 působil na Katedře alternativního a loutkového divadla Divadelní fakulty AMU. V roce 2009 byl jmenován profesorem. Zemřel ráno dne 2. ledna 2018 po dlouhé nemoci.

## Teoretické práce
- 2015 Divadelní pouť 1985–1989 (spoluautoři Václav Kotek, Jakub Krejčí a kol.). Praha, nakl. Pražská scéna a Retro Gallery.
- 2007 Od loutky k objektu (soubor statí). Praha, Pražská scéna.
- 2003 Josef Krofta – inscenační dílo(spoluautoři Miloslav Klíma a kol.). Praha, Pražská scéna, ISBN 80-86102-28-9